# ألتن رودريغز برانداو
إلتون رودريغز برانداو (بالبرتغالية: Elton Rodrigues Brandão) (1 آب/أغسطس 1985) هو لاعب كرة قدم برازيلي، مولود في مدينة إراميا عام 1985. يلعب كمهاجم ويستعمل قدمه اليسرى. يبلغ طوله 185 سم.
كانت بداياته في نادي إيراتي وانتقل بعدئذ إلى نادي ساو كايتانو وسانتو أندري وبعدئذ وقع مع نادي ليخيا واسو البولندي في رحلة احترافية قصيرة ثم عاد بعدئذ إلى سانتو أندري وكانت أفضل تجاربه مع نادي فاسكو داجاما البرازيلي الشهير في موسم 2009-2010. أعاره نادي فاسكو داجاما إلى نادي سبورتينغ براغا البرتغالي وعاد بعدئذ إلى البرازيل ووقع مع نادي كورينثيانز البرازيلي الشهير ومثل مرات قليلة وأعاره نادي كورينثيانز إلى نادي فيتوريا وبعدئذ إلى نادي ناوتيكو وفي صيف 2013 أعاره إلى نادي النصر السعودي.

## روابط خارجية
- ألتن رودريغز برانداو على موقع رابطة كرة القدم اليابانية للمحترفين (اليابانية)
- ألتن رودريغز برانداو على موقع قاعدة بيانات كرة القدم.إي يو (الإنجليزية)
- ألتن رودريغز برانداو على موقع Soccerway.com (الإنجليزية)
- ألتن رودريغز برانداو على موقع عالم كرة القدم.نت (الإنجليزية)